# 翟万益
翟万益（1955年—），男，祖籍陕西三原，生于甘肃平凉，中国书法家，中国书法家协会副主席，甘肃省书法家协会名誉主席，甘肃省文学艺术界联合会副主席。擅长甲骨文书法。